# 多瑙河體育館
多瑙河體育館是一座位於匈牙利布達佩斯的水上運動館。該館將設有兩個標準游泳池、一個跳水池和一個短道訓練池。該館原本規劃2021年世界游泳錦標賽在此舉行，但2017年主辦城市墨西哥瓜達拉哈拉在2015年2月宣布退出，改由布達佩斯接手。

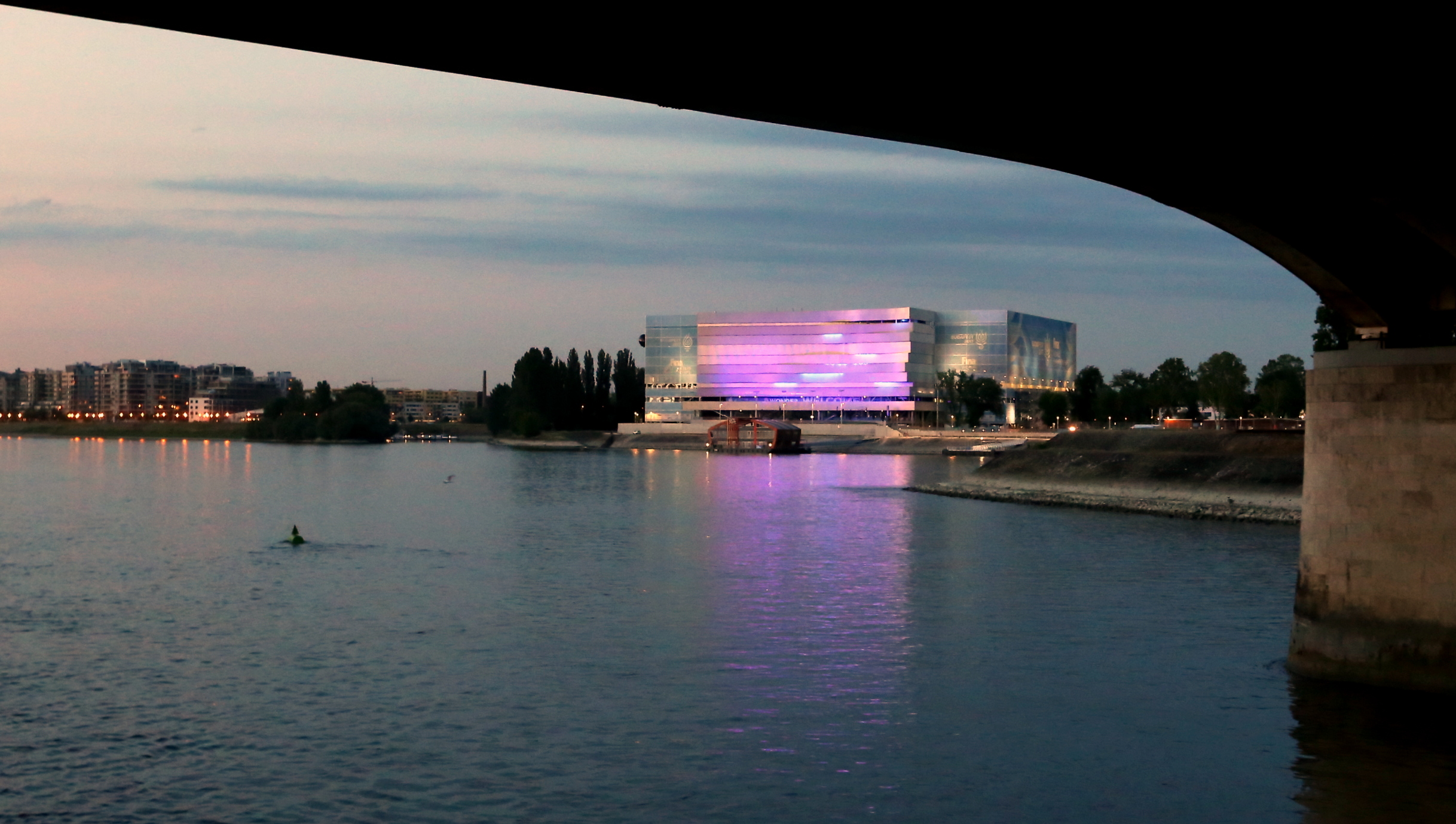
2017年多瑙河體育館

## 外部連結
维基共享资源上的相關多媒體資源：多瑙河體育館
- 官方网站 （匈牙利語）